# Alairac
Alairac  est une commune française située dans le département de l'Aude, en région Occitanie.
Sur le plan historique et culturel, la commune fait partie du Carcassès, un pays centré sur la ville de Carcassonne, entre les prémices du Massif central et les contreforts pyrénéens. Exposée à un climat océanique altéré. La commune possède un patrimoine naturel remarquable : un site Natura 2000 (le « massif de la Malepère ») et une zone naturelle d'intérêt écologique, faunistique et floristique.
Alairac est une commune rurale qui compte 1 389 habitants en 2022, après avoir connu une forte hausse de la population depuis 1975. Elle fait partie de l'aire d'attraction de Carcassonne. Ses habitants sont appelés les Alairacois ou  Alairacoises.
Le patrimoine architectural de la commune comprend trois  immeubles protégés au titre des monuments historiques : l'église Saint-Germain, inscrite en 1948, la croix de saint Germain, inscrite en 1948, et la croix de Catuffe, inscrite en 1948.

## Géographie

### Localisation
Alairac est une commune de l'aire urbaine de Carcassonne construite sur un mamelon au pied du massif de la Malepère. C'est un village circulaire, ou circulade de l'an mil.

### Communes limitrophes
Alairac est limitrophe de six autres communes.
Les communes limitrophes sont  Arzens, Caux-et-Sauzens, Lavalette, Montclar, Montréal, Roullens et Villarzel-du-Razès.
|                              | Caux-et-Sauzens |           |
| Arzens                       | Alairac         | Lavalette |
| Montréal, Villarzel-du-Razès | Montclar        | Roullens  |

### Géologie et relief
Ce village domine la plaine où serpente le canal du Midi et la vue s'étend sur un panorama limité au nord par la Montagne Noire, à l'est on découvre la cité de Carcassonne et plus au sud, le massif de la Malepère, couvert de bois de chênes, domaine des sangliers et des ramasseurs de champignons.
La superficie de la commune est de 1 637 hectares ; son altitude varie de 158  à   422 mètres.
Alairac se situe en zone de sismicité 1 (sismicité très faible).

### Hydrographie
La commune est dans la région hydrographique « Côtiers méditerranéens », au sein du bassin hydrographique Rhône-Méditerranée-Corse. Elle est drainée par l'Arnouze, le ruisseau de Malepère, le ruisseau de la Caune, le ruisseau de Régal, le ruisseau des Alauses, la Bézengues, Rec del Fraïssé, le ruisseau de Jouvénes, le ruisseau de la Fontasse, le ruisseau de Catufe et le ruisseau de Saint-Pierre, constituant un réseau hydrographique de 24 km de longueur totale,.
L'Arnouze, d'une longueur totale de 15 km, prend sa source dans la commune et s'écoule du sud-ouest vers le nord-est. Il traverse la commune et se jette dans le Fresquel à Carcassonne, après avoir traversé 3 communes.
Le ruisseau de Malepère, d'une longueur totale de 10,9 km, prend sa source dans la commune et s'écoule du sud-ouest vers le nord-est. Il traverse la commune et se jette dans l'Aude à Cavanac, après avoir traversé 4 communes.

### Climat
Pour des articles plus généraux, voir Climat de l'Occitanie et Climat de l'Aude.
En 2010, le climat de la commune est de type climat méditerranéen altéré, selon une étude s'appuyant sur une série de données couvrant la période 1971-2000. En 2020, Météo-France publie une typologie des climats de la France métropolitaine dans laquelle la commune est exposée à un climat océanique altéré et est dans la région climatique Aquitaine, Gascogne, caractérisée par une pluviométrie abondante au printemps, modérée en automne, un faible ensoleillement au printemps, un été chaud (19,5 °C), des vents faibles, des brouillards fréquents en automne et en hiver et des orages fréquents en été (15 à 20 jours).
Pour la période 1971-2000, la température annuelle moyenne est de 13,3 °C, avec une amplitude thermique annuelle de 15,6 °C. Le cumul annuel moyen de précipitations est de 732 mm, avec 9,7 jours de précipitations en janvier et 5,1 jours en juillet. Pour la période 1991-2020, la température moyenne annuelle observée sur la station météorologique la plus proche, située sur la commune de Carcassonne à 10 km à vol d'oiseau, est de 14,4 °C et le cumul annuel moyen de précipitations est de 665,0 mm,. Pour l'avenir, les paramètres climatiques de la commune estimés pour 2050 selon différents scénarios d'émission de gaz à effet de serre sont consultables sur un site dédié publié par Météo-France en novembre 2022.

### Milieux naturels et biodiversité

#### Réseau Natura 2000

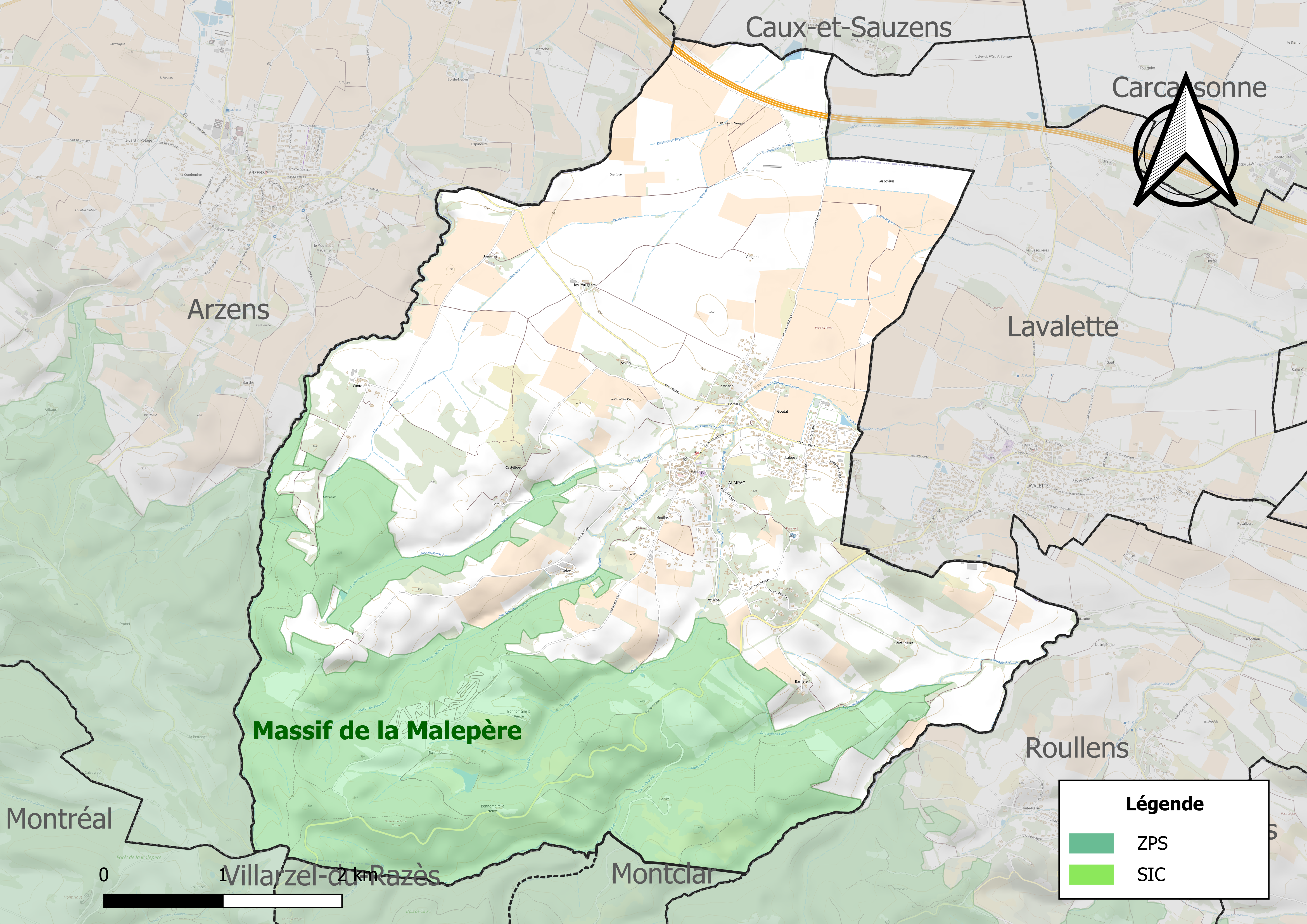
Site Natura 2000 sur le territoire communal.

Le réseau Natura 2000 est un réseau écologique européen de sites naturels d'intérêt écologique élaboré à partir des directives habitats et oiseaux, constitué de zones spéciales de conservation (ZSC) et de zones de protection spéciale (ZPS). Un site Natura 2000 a été défini sur la commune au titre de la directive habitats : le « massif de la Malepère », d'une superficie de 6 158 ha, un site boisé présentant un intérêt biogéographique vu sa position intermédiaire sous les influences des climats méditerranéen et atlantique. De nombreuses espèces sont en limite d'aire. Il s'agit d'un site important pour des chauves-souris d'intérêt communautaire avec six espèces présentes : le Grand Rhinolophe, le Petit Rhinolophe, le Murin à oreilles échancrées, le Rhinolophe euryale, le Minioptère de Schreibers et la Barbastelle.

#### Zones naturelles d'intérêt écologique, faunistique et floristique

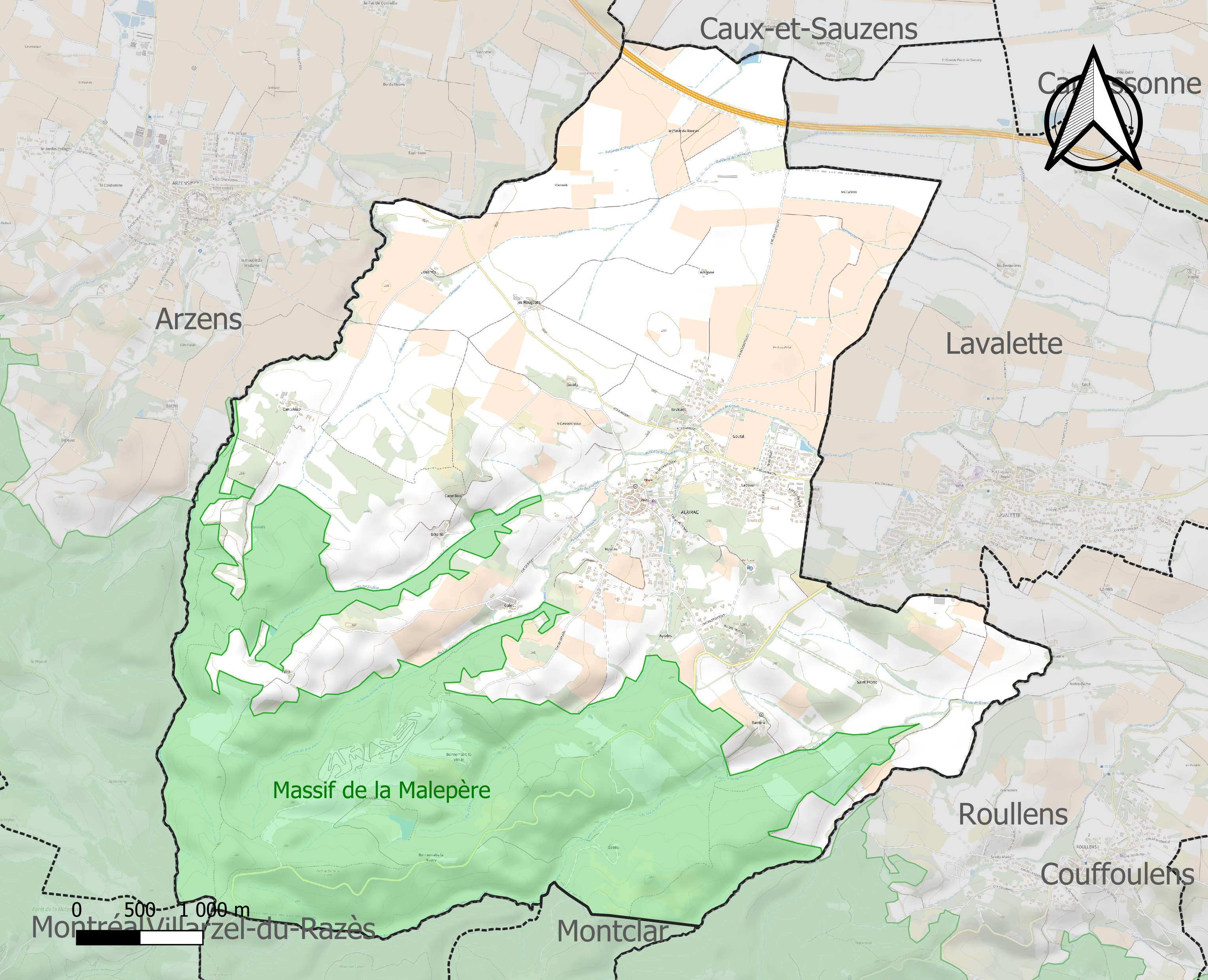
Carte de la ZNIEFF de type 1 localisée sur la commune.

L’inventaire des zones naturelles d'intérêt écologique, faunistique et floristique (ZNIEFF) a pour objectif de réaliser une couverture des zones les plus intéressantes sur le plan écologique, essentiellement dans la perspective d’améliorer la connaissance du patrimoine naturel national et de fournir aux différents décideurs un outil d’aide à la prise en compte de l’environnement dans l’aménagement du territoire.
Une ZNIEFF de type 1 est recensée sur la commune :
le « massif de la Malepère » (5 883 ha), couvrant 14 communes du département.

## Urbanisme

### Typologie
Au 1er janvier 2024, Alairac est catégorisée bourg rural, selon la nouvelle grille communale de densité à 7 niveaux définie par l'Insee en 2022.
Elle est située hors unité urbaine. Par ailleurs la commune fait partie de l'aire d'attraction de Carcassonne, dont elle est une commune de la couronne,. Cette aire, qui regroupe 115 communes, est catégorisée dans les aires de 50 000 à moins de 200 000 habitants,.

### Occupation des sols
L'occupation des sols de la commune, telle qu'elle ressort de la base de données européenne d’occupation biophysique des sols Corine Land Cover (CLC), est marquée par l'importance des territoires agricoles (73,4 % en 2018), en diminution par rapport à 1990 (75 %). La répartition détaillée en 2018 est la suivante : cultures permanentes (28,8 %), forêts (23,2 %), terres arables (20,4 %), zones agricoles hétérogènes (17,8 %), prairies (6,3 %), zones urbanisées (3,5 %). L'évolution de l’occupation des sols de la commune et de ses infrastructures peut être observée sur les différentes représentations cartographiques du territoire : la carte de Cassini (XVIIIe siècle), la carte d'état-major (1820-1866) et les cartes ou photos aériennes de l'IGN pour la période actuelle (1950 à aujourd'hui).

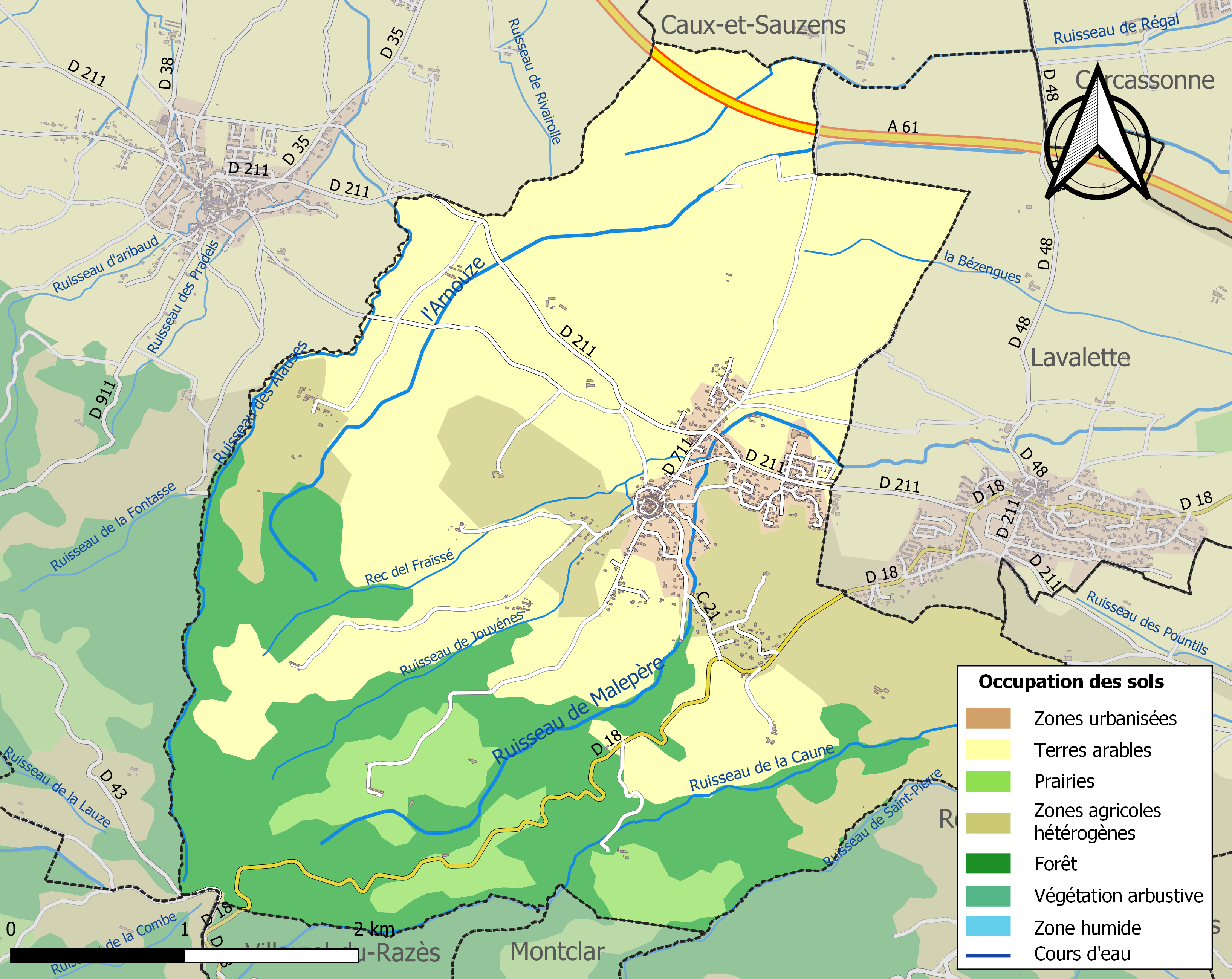
Carte des infrastructures et de l'occupation des sols de la commune en 2018 (CLC).

### Risques majeurs
Le territoire de la commune d'Alairac est vulnérable à différents aléas naturels : météorologiques (tempête, orage, neige, grand froid, canicule ou sécheresse), inondations, feux de forêts et séisme (sismicité très faible). Il est également exposé à un risque technologique,  le transport de matières dangereuses. Un site publié par le BRGM permet d'évaluer simplement et rapidement les risques d'un bien localisé soit par son adresse soit par le numéro de sa parcelle.

#### Risques naturels
Certaines parties du territoire communal sont susceptibles d’être affectées par le risque d’inondation par débordement de cours d'eau, notamment le ruisseau de Malepère et l'Arnouze. La commune a été reconnue en état de catastrophe naturelle au titre des dommages causés par les inondations et coulées de boue survenues en 1982, 1992, 1999, 2009 et 2021,.

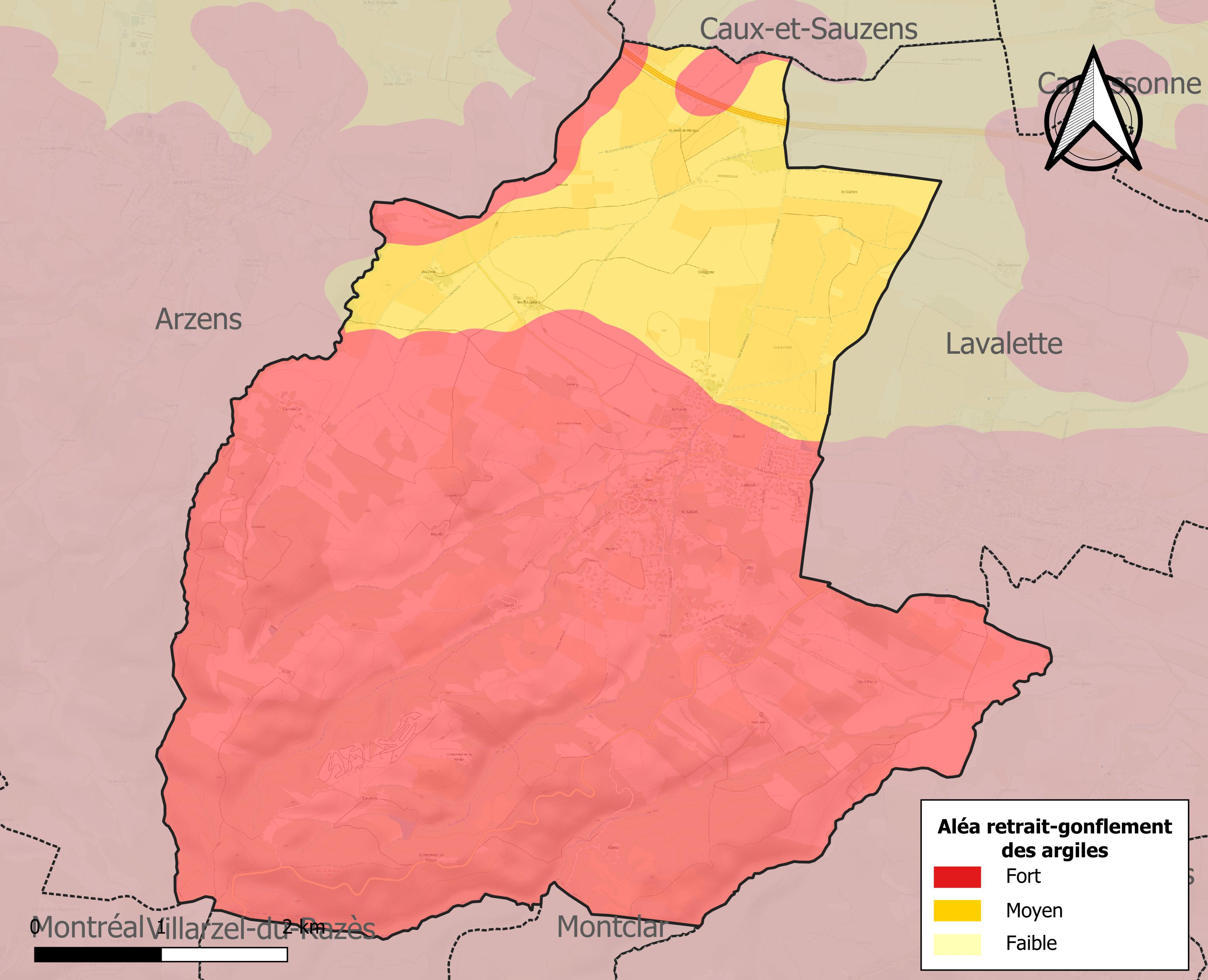
Carte des zones d'aléa retrait-gonflement des sols argileux d'Alairac.

Le retrait-gonflement des sols argileux est susceptible d'engendrer des dommages importants aux bâtiments en cas d’alternance de périodes de sécheresse et de pluie. La totalité de la commune est en aléa moyen ou fort (75,2 % au niveau départemental et 48,5 % au niveau national). Sur les 561 bâtiments dénombrés sur la commune en 2019, 561 sont en aléa moyen ou fort, soit 100 %, à comparer aux 94 % au niveau départemental et 54 % au niveau national. Une cartographie de l'exposition du territoire national au retrait gonflement des sols argileux est disponible sur le site du BRGM,.

#### Risques technologiques
Le risque de transport de matières dangereuses sur la commune est lié à sa traversée par une route à fort trafic. Un accident se produisant sur une telle infrastructure est en effet susceptible d’avoir des effets graves au bâti ou aux personnes jusqu’à 350 m, selon la nature du matériau transporté. Des dispositions d’urbanisme peuvent être préconisées en conséquence.

## Histoire
Une borne miliaire datant de 282 ou 283 après J.-C. a été trouvée au lieu-dit Villesèque-Basse en 1846. On y lit le texte « Au prince de la Jeunesse, Marcus Numérius Numérien, notre très noble César, un mille. » Cette borne n'était certainement pas positionnée ici durant l'antiquité et a certainement été déplacée depuis la voie d'Aquitaine.
Les premiers écrits sur le château apparaissent en 1063, construction probable de la circulade. Il appartient alors au comte de Foix, Roger Ier de Foix. Au cours des ans, il est échangé plusieurs fois entre le comté de Foix et la vicomté de Carcassonne, la famille Trencavel.
À partir du XIe siècle, le village est traversé par l'un des chemins de Saint Jacques de Compostelle dit « chemin du piémont pyrénéen », ce pèlerinage s'est poursuivi jusqu'au XVIIIe siècle.
Lors de la croisade des Albigeois, vers la fête de Pâques 1210, Simon de Montfort assiégea le château d'Alairac pendant onze jours au bout desquels les habitants, craignant d'être obligés de se rendre, s'enfuirent nuitamment. En 1309, le dernier parfait cathare connu, Guilhem Bélibaste, s'enfuit en Catalogne en compagnie de Philippe d'Alayrac. Ce dernier, lors de son retour au pays, après dix ans d'exil, fut sans doute repris et brûlé.

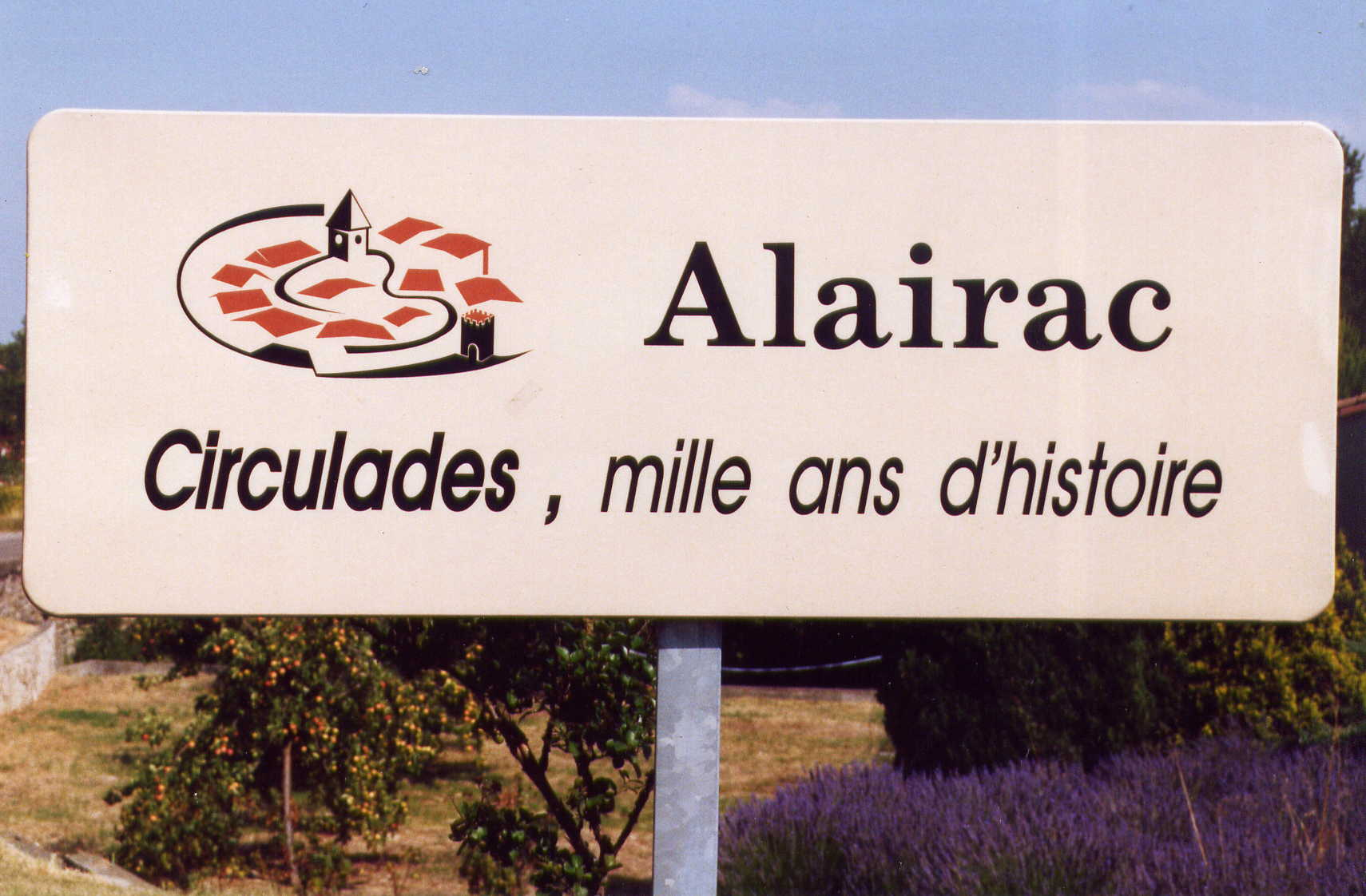
Panneau à l'entrée du village.

Sur le bruit de l'approche des grandes compagnie de Routiers, en 1366, les officiers de la sénéchaussée de Carcassonne ordonnèrent aux habitants du château d'Alairac, qui appartenait à Jean d'Armagnac, de se fortifier et de détruire les faubourgs. Ayant négligé d'exécuter cet ordre, le vicomte en colère mit le feu au château qui fut entièrement brûlé. Plus tard, le comte d'Armagnac céda la terre d'Alairac au marquis de Mirepoix (1404).
La seigneurie fut vendue au commencement du XVIIIe siècle, à un bourgeois de Carcassonne. Cette seigneurie s'est éteinte à la Révolution, en 1789.
Pendant la grande guerre 1914-1918, le village perdit dix-neuf de ses habitants dont les noms sont inscrits sur le monument aux morts. Tous les ans, le 11 novembre, ce sacrifice est rappelé par la lecture de leur nom lors d’une cérémonie à laquelle sont associés les enfants des écoles.
Lors de la guerre d'Algérie, plusieurs jeunes gens d'Alairac furent appelés pour combattre. L'un d'eux y a perdu la vie. Tous les 19 mars, un dépôt de gerbes a lieu pour commémorer la date de l'entrée en vigueur des accords d'Évian.

## Politique et administration

### Découpage territorial
La commune d'Alairac est membre de l'intercommunalité Carcassonne Agglo, un établissement public de coopération intercommunale (EPCI) à fiscalité propre créé le 21 décembre 2012 dont le siège est à Carcassonne. Ce dernier est par ailleurs membre d'autres groupements intercommunaux.
Sur le plan administratif, elle est rattachée à l'arrondissement de Carcassonne, au département de l'Aude, en tant que circonscription administrative de l'État, et à la région Occitanie.
Sur le plan électoral, elle dépend du canton de Carcassonne-3 pour l'élection des conseillers départementaux, depuis le redécoupage cantonal de 2014 entré en vigueur en 2015, et de la troisième circonscription de l'Aude  pour les élections législatives, depuis le redécoupage électoral de 1986.

### Administration municipale
Le nombre d'habitants au recensement de 2011 étant compris entre 500 et 1 499 habitants, le nombre de membres du conseil municipal pour l'élection de 2014 est de quinze,.

### Liste des maires
| Période                                  | Période  | Identité                            | Étiquette | Qualité |
| ---------------------------------------- | -------- | ----------------------------------- | --------- | --- |
| 1862                                     | 1871     | Louis Guilhem                       |           | |
| 4 janvier 1871                           | 1871     | Benoit Guilhem                      |           | |
| 8 mai 1871                               | 1900     | Jean Fages                          |           | |
| 1900                                     | 1919     | Achille Guilhem                     |           | |
| 31 décembre 1919                         | 1929     | Irénée Fages                        |           | |
| 5 juin 1929                              | 1935     | Gaston Vidal                        |           | |
| 5 mai 1935                               | 1945     | Irénée Fages                        |           | |
| 29 avril 1945                            | 1952     | Urbain Marcerou                     |           | |
| 5 mai 1952                               | 1953     | André Mouls                         |           | |
| 5 mai 1953                               | 1971     | Antonin Carrie                      |           | |
| 5 mars 1971                              | 2020     | Roger Adivèze                       | PS        | Retraité de la Fonction publique, Conseiller régional de la Région Languedoc-Roussillon (1992→2004) Officier de la Légion d'honneur (2000) |
| 28 mai 2020                              | En cours | Marc Adivèze, Fils de Roger Adivèze | PS        | |
| Les données manquantes sont à compléter. |          |                                     |           | |

## Population et société

### Démographie
L'évolution du nombre d'habitants est connue à travers les recensements de la population effectués dans la commune depuis 1793. Pour les communes de moins de 10 000 habitants, une enquête de recensement portant sur toute la population est réalisée tous les cinq ans, les populations de référence des années intermédiaires étant quant à elles estimées par interpolation ou extrapolation. Pour la commune, le premier recensement exhaustif entrant dans le cadre du nouveau dispositif a été réalisé en 2006.

En 2022, la commune comptait 1 389 habitants, en évolution de +4,99 % par rapport à 2016 (Aude : +2,65 %, France hors Mayotte : +2,11 %).
| 1793 | 1800 | 1806 | 1821 | 1831 | 1836 | 1841 | 1846 | 1851 |
| ---- | ---- | ---- | ---- | ---- | ---- | ---- | ---- | ---- |
| 394  | 562  | 628  | 574  | 580  | 594  | 614  | 610  | 636  |

| 1856 | 1861 | 1866 | 1872 | 1876 | 1881 | 1886 | 1891 | 1896 |
| ---- | ---- | ---- | ---- | ---- | ---- | ---- | ---- | ---- |
| 605  | 546  | 512  | 483  | 530  | 547  | 574  | 543  | 496  |

| 1901 | 1906 | 1911 | 1921 | 1926 | 1931 | 1936 | 1946 | 1954 |
| ---- | ---- | ---- | ---- | ---- | ---- | ---- | ---- | ---- |
| 506  | 517  | 507  | 506  | 513  | 503  | 510  | 502  | 415  |

| 1962 | 1968 | 1975 | 1982 | 1990 | 1999 | 2006  | 2011  | 2016  |
| ---- | ---- | ---- | ---- | ---- | ---- | ----- | ----- | ----- |
| 391  | 357  | 359  | 537  | 618  | 708  | 1 107 | 1 296 | 1 323 |

| 2021  | 2022  | - | - | - | - | - | - | - |
| ----- | ----- | - | - | - | - | - | - | - |
| 1 364 | 1 389 | - | - | - | - | - | - | - |

| selon la population municipale des années : | 1968 | 1975 | 1982 | 1990 | 1999 | 2006 | 2009 | 2013 |
| Rang de la commune dans le département      | 125  | 153  | 107  | 98   | 94   | 53   | 45   | 44   |
| Nombre de communes du département           | 439  | 436  | 435  | 437  | 438  | 438  | 438  | 438  |

### Enseignement
- Au total, cent cinquante enfants en 2012 sont scolarisés à l'école publique d'Alairac qui comprend d'une part l'école primaire[43] datant de 1935 et d'autre part l’école maternelle construite en 2002
- À partir de onze ans, les enfants vont pour la plupart au collège de rattachement Varsovie, à Carcassonne.
- Il existe une salle aux adolescents (12-17) organisée par le C.I.A.S de Carcassonne.

### Manifestations culturelles et festivités
- Bibliothèque Alain-Cazalis, associée à la bibliothèque de l'Aude
- Mars, Printemps des notes, festival artistique et musical d'Alairac en Malepère,
- Mai, animations De circulade en circulade, regroupant pièces de théâtre, conférences, groupes de musiciens locaux
- Le premier dimanche de juin, fête de la chasse avec la messe de saint Hubert et bénédiction des meutes de chiens,
- Le dernier week-end de juillet, fête du village,

### Sports

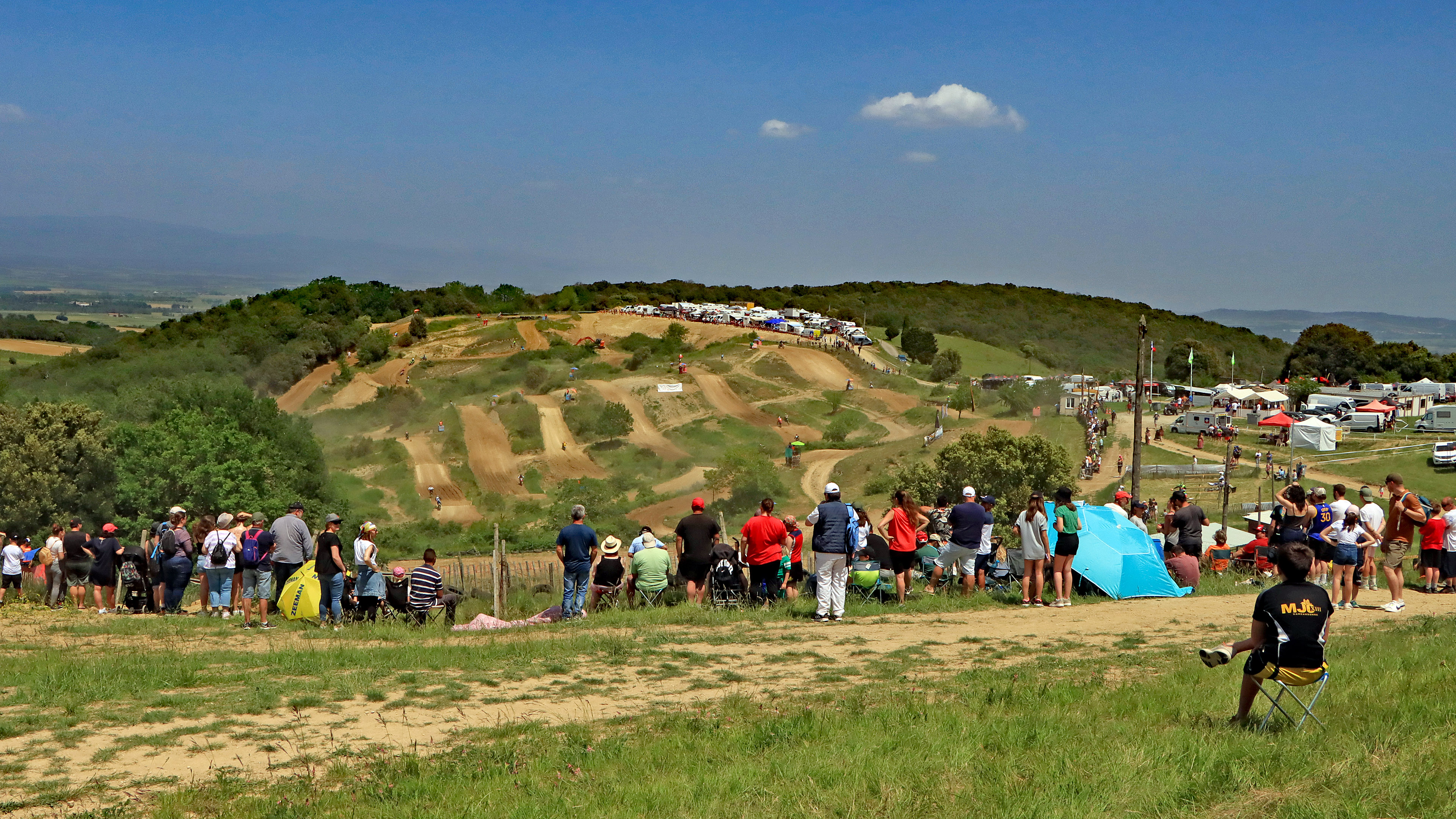
Le circuit de motocross en 2023.

- Football club de la Malepère, en association avec Lavalette et Roullens
- Entente tennistique de la Malepère entre Alairac, Caux et Sauzens, Preixan, Arzens, Lavalette.
- Cyclo-club
- Moto-club, avec la piste d'Escande et le circuit international de moto-cross au lieu-dit Escande

## Économie

### Revenus
En 2018  (données Insee publiées en septembre 2021), la commune compte 503 ménages fiscaux, regroupant 1 235 personnes. La médiane du revenu disponible par unité de consommation est de 21 870 € (19 240 € dans le département).

### Emploi
| Division       | 2008   | 2013   | 2018   |
| -------------- | ------ | ------ | ------ |
| Commune        | 7,8 %  | 10,2 % | 11,7 % |
| Département    | 10,2 % | 12,8 % | 12,6 % |
| France entière | 8,3 %  | 10 %   | 10 %   |

En 2018, la population âgée de 15 à 64 ans s'élève à 811 personnes, parmi lesquelles on compte 79,9 % d'actifs (68,2 % ayant un emploi et 11,7 % de chômeurs) et 20,1 % d'inactifs,. En  2018, le taux de chômage communal (au sens du recensement) des 15-64 ans est inférieur à celui du département, mais supérieur à celui de la France, alors qu'en 2008 il était inférieur à celui de la France.
La commune fait partie de la couronne de l'aire d'attraction de Carcassonne, du fait qu'au moins 15 % des actifs travaillent dans le pôle,. Elle compte 131 emplois en 2018, contre 136 en 2013 et 111 en 2008. Le nombre d'actifs ayant un emploi résidant dans la commune est de 556, soit un indicateur de concentration d'emploi de 23,5 % et un taux d'activité parmi les 15 ans ou plus de 63,8 %.
Sur ces 556 actifs de 15 ans ou plus ayant un emploi, 94 travaillent dans la commune, soit 17 % des habitants. Pour se rendre au travail, 92,4 % des habitants utilisent un véhicule personnel ou de fonction à quatre roues, 1,4 % les transports en commun, 3,6 % s'y rendent en deux-roues, à vélo ou à pied et 2,7 % n'ont pas besoin de transport (travail au domicile).

### Activités hors agriculture

#### Secteurs d'activités
65 établissements sont implantés  à Alairac au 31 décembre 2019. Le tableau ci-dessous en détaille le nombre par secteur d'activité et compare les ratios avec ceux du département,.
| Secteur d'activité                                                                                        | Commune | Commune | Département |
| Secteur d'activité                                                                                        | Nombre  | %       | %           |
| --- | ------- | ------- | ----------- |
| Ensemble                                                                                                  | 65      |         |             |
| Industrie manufacturière, industries extractives et autres                                                | 17      | 26,2 %  | (8,8 %)     |
| Construction                                                                                              | 6       | 9,2 %   | (14 %)      |
| Commerce de gros et de détail, transports, hébergement et restauration                                    | 11      | 16,9 %  | (32,3 %)    |
| Information et communication                                                                              | 1       | 1,5 %   | (1,6 %)     |
| Activités immobilières                                                                                    | 4       | 6,2 %   | (5,2 %)     |
| Activités spécialisées, scientifiques et techniques et activités de services administratifs et de soutien | 8       | 12,3 %  | (13,3 %)    |
| Administration publique, enseignement, santé humaine et action sociale                                    | 12      | 18,5 %  | (13,2 %)    |
| Autres activités de services                                                                              | 6       | 9,2 %   | (8,8 %)     |

Le secteur de l'industrie manufacturière, des industries extractives et autres est prépondérant sur la commune puisqu'il représente 26,2 % du nombre total d'établissements de la commune (17 sur les 65 entreprises implantées  à Alairac), contre 8,8 % au niveau départemental.

#### Entreprises
Les entreprises ayant leur siège social sur le territoire communal qui génèrent le plus de chiffre d'affaires en 2020 sont : 
- Mecanique Et Automatismes Industriels Du Sud, ingénierie, études techniques (299 k€)

### Agriculture
La commune fait partie de la petite région agricole dénommée « Région viticole ». En 2010, l'orientation technico-économique de l'agriculture  sur la commune est la viticulture (appellation et autre).
|                                   | 1988 | 2000 | 2010 |
| --------------------------------- | ---- | ---- | ---- |
| Exploitations                     | 34   | 23   | 24   |
| Superficie agricole utilisée (ha) | 813  | 711  | 880  |

Le nombre d'exploitations agricoles en activité et ayant leur siège dans la commune est passé de 34 lors du recensement agricole de 1988 à 23 en 2000 puis à 24 en 2010, soit une baisse de 29 % en 22 ans. Le même mouvement est observé à l'échelle du département qui a perdu pendant cette période 52 % de ses exploitations. La surface agricole utilisée sur la commune a quant à elle augmenté, passant de 813 ha en 1988 à 880 ha en 2010. Parallèlement la surface agricole utilisée moyenne par exploitation a augmenté, passant de 24 à 37 ha.

## Culture locale et patrimoine

### Lieux et monuments
- La circulade d'Alairac, avec son boulevard circulaire appelé Rond Saint-Germain, le cœur du village
- Le monument aux morts surmonté d'un coq gaulois où sont inscrits les noms des vingt jeunes gens du village tués pendant les guerres du XXe siècle
- L'église Saint-Germain d'Alairac, datant du XIIIe siècle avec son clocher octogonal qui servait à l'origine de tour de guet. L'édifice a été inscrit au titre des monuments historiques en 1948[49].
- La croix d'Alairac : croix dans le rond Saint-Germain datant sans doute du XVIIIe siècle
- La croix de Catuffe : ou croix de Catufe du XVIIe siècle sur le chemin des Castelles
- La cour ombragée par les robiniers de l'école primaire datant de 1935
- Le village est traversé par l'un des chemins ( GR 78 dit chemin du piémont pyrénéen ) menant à Saint-Jacques-de-Compostelle

### Personnalités liées à la commune
- Philippe d'Alayrac, compagnon du dernier parfait cathare, Guillaume Bélibaste.
- André Mouls, homme de théâtre et poète occitan.
- Claude Brosset (1943-2007), acteur de cinéma. Il créa un restaurant à Carcassonne au début des années 90 et résida à Alairac.
- Alain Cazalis (1950-2012), maire-adjoint, délégué à la culture, défenseur de « la culture en milieu rural », créateur du Printemps des notes et initiateur de l'association De circulade en circulade.
- Roger Adivèze, ancien maire, président du Centre de gestion de la fonction publique territoriale de l'Aude. Il a été nommé maire honoraire en 2020.

### Héraldique
| Alairac | Son blasonnement est : D'or au pal en trapèze diminué en chef de sinople. D'or signifie que le fond (ou champ) du blason est jaune, le pal, en héraldique est une pièce honorable placée verticalement au milieu de l'écu et délimitée par deux lignes, sinople désigne la couleur verte. |

### Galerie

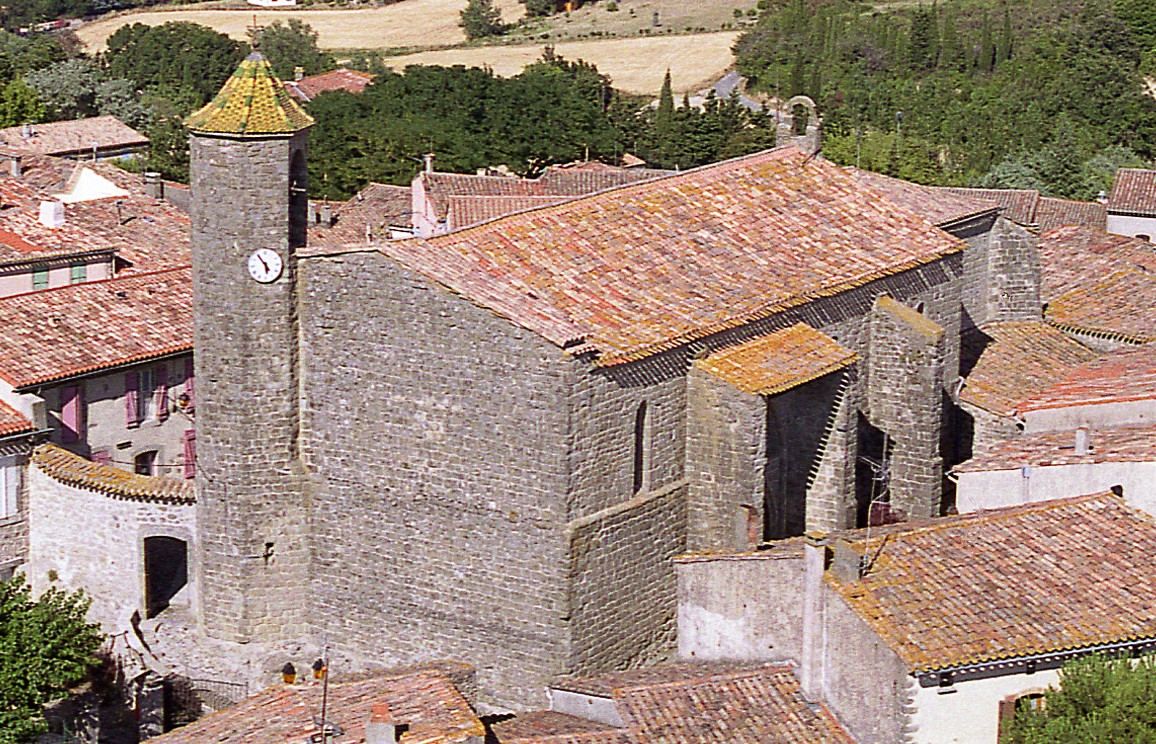
Église Saint-Germain d'Alairac.
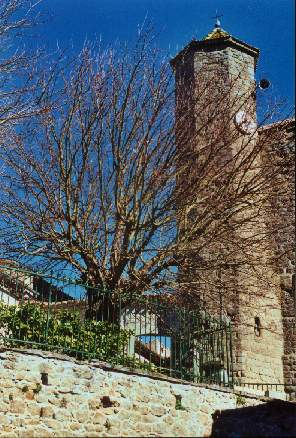
Clocher octogonal du XIIIe siècle.
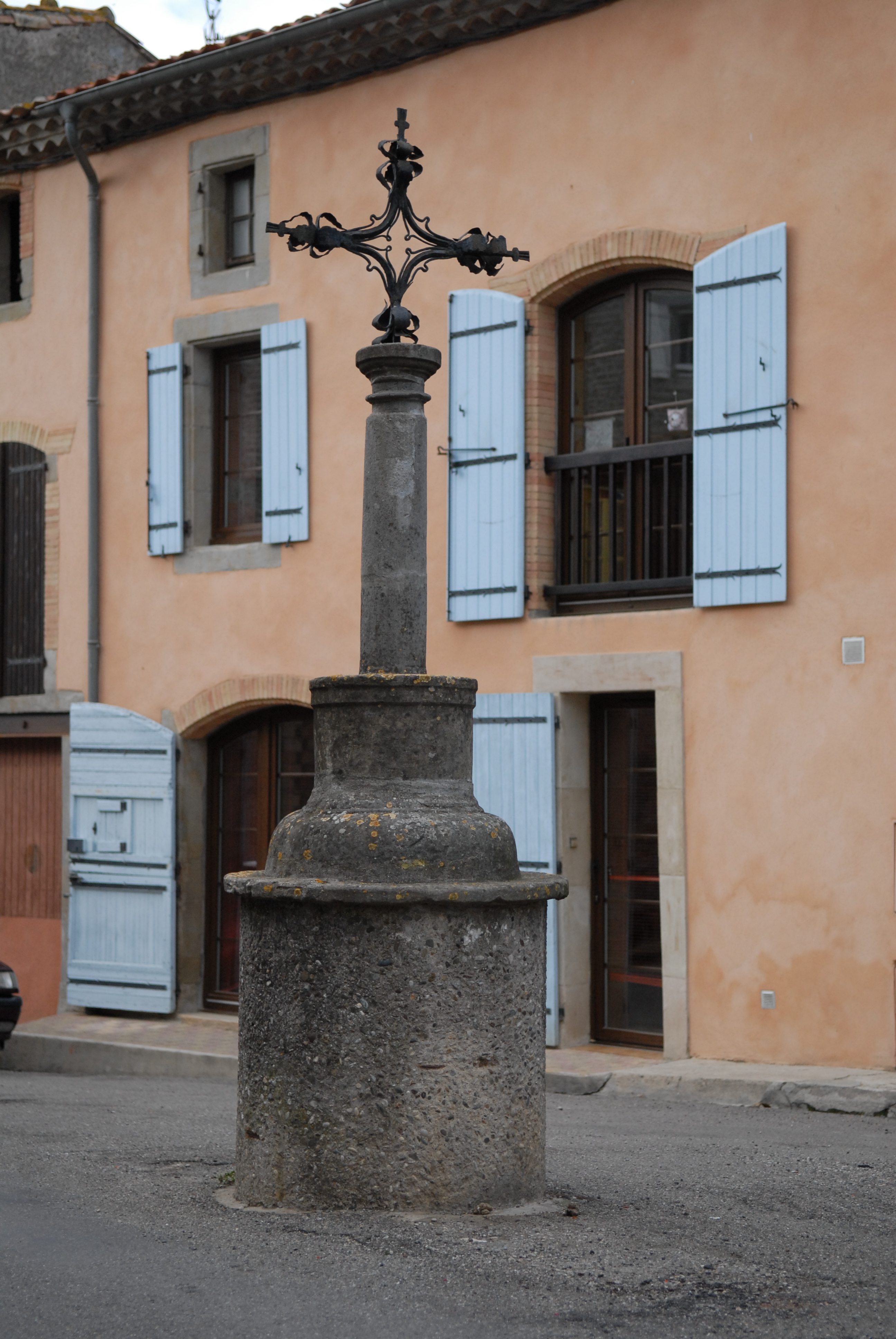
Croix du Rond Saint-Germain.
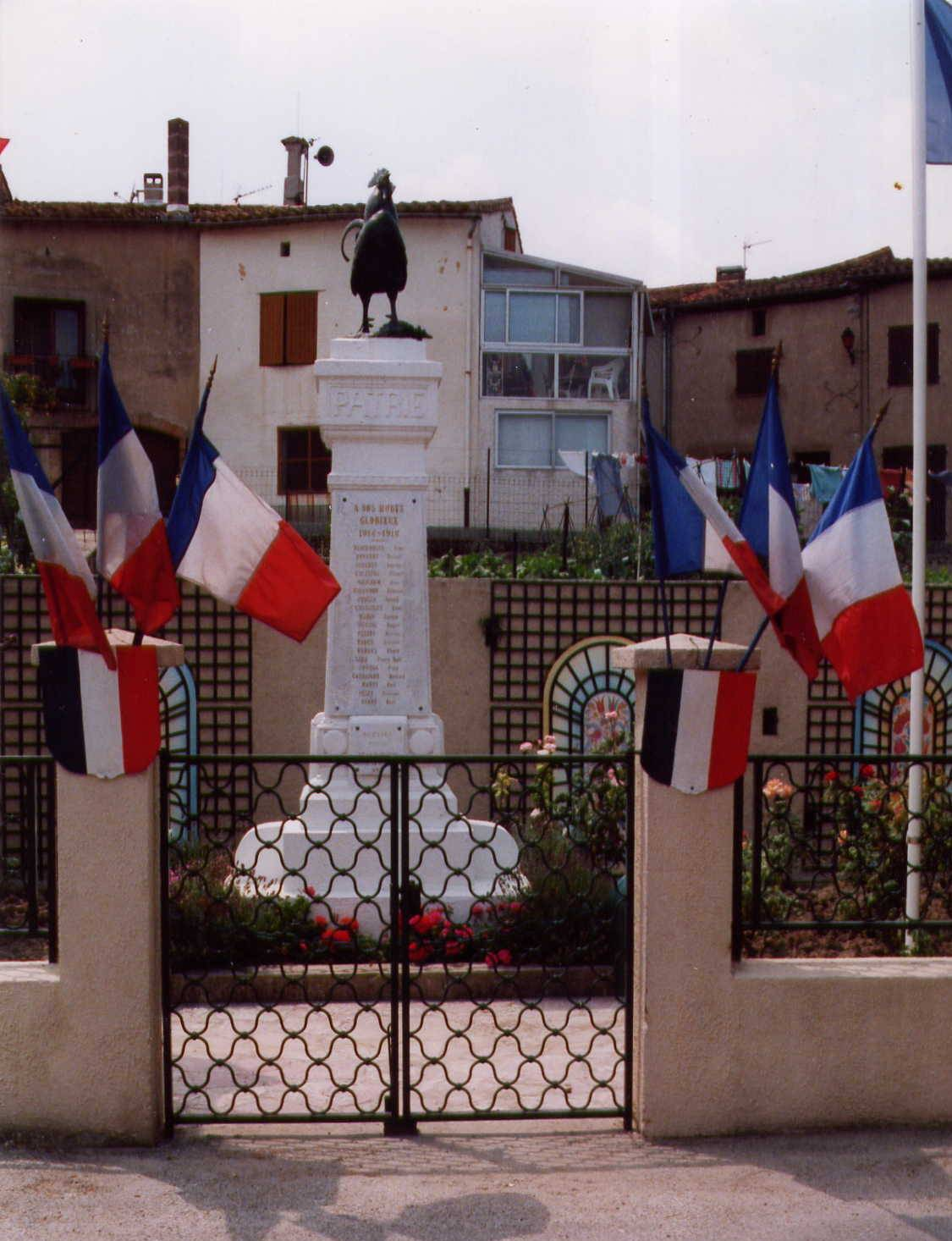
Vingt noms gravés sur le monument aux morts.
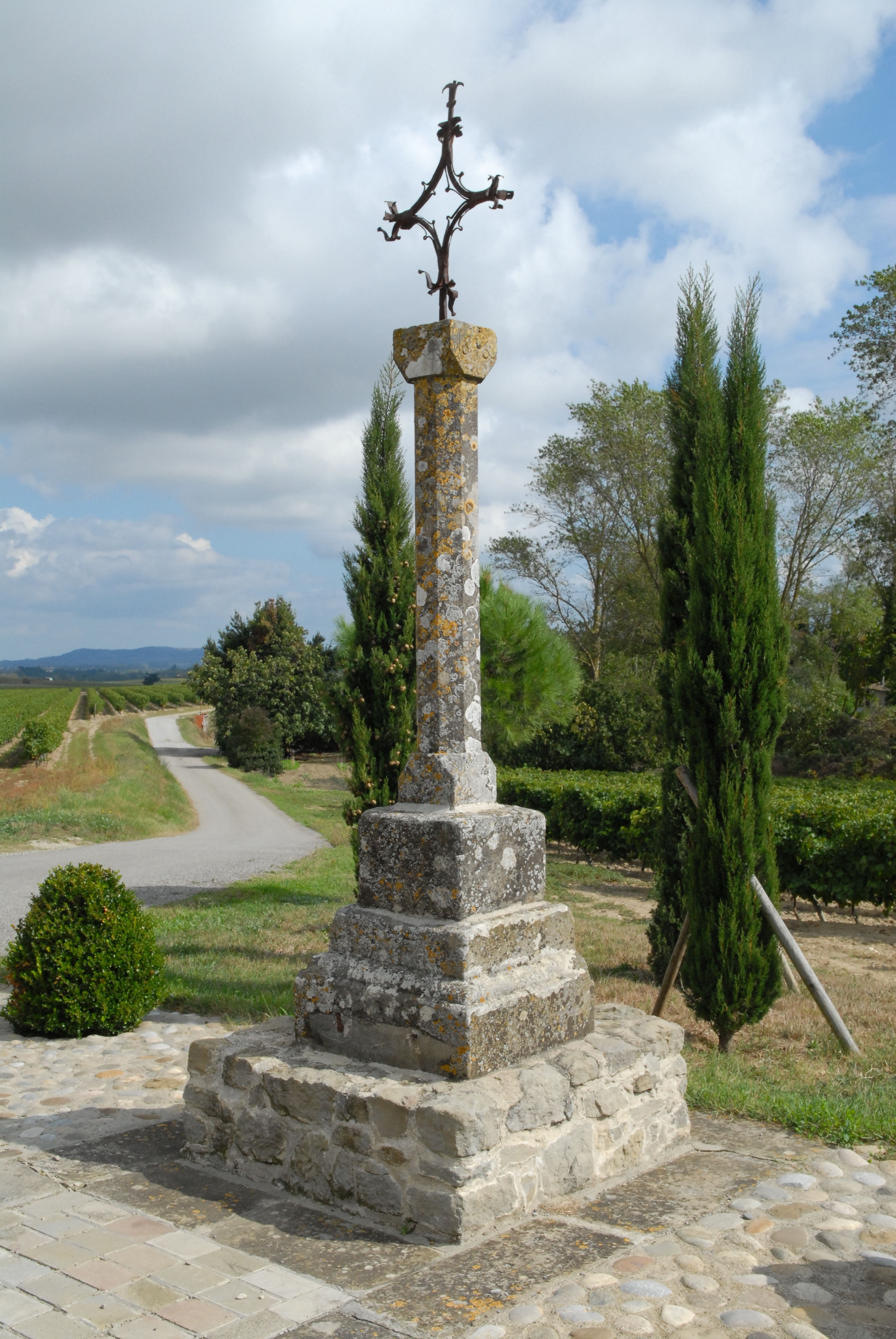
La croix de Catufe du XVIIe siècle.
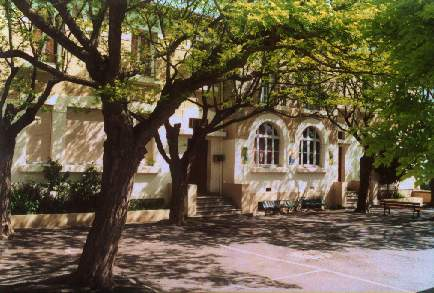
La cour de l'école primaire.
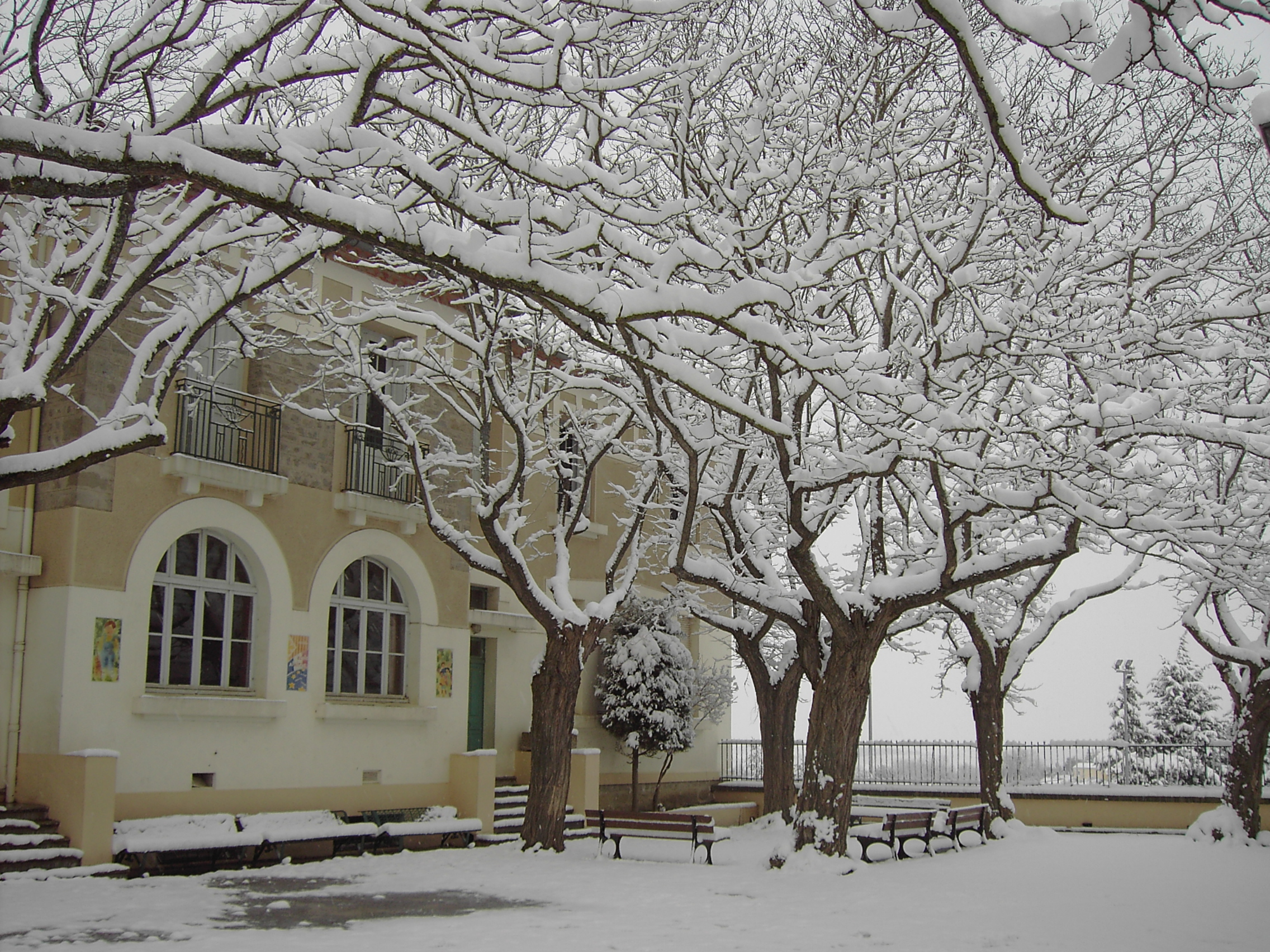
Neige sur la cour de l'école.